# Baselga di Piné
Baselga di Piné (Basélga in dialetto trentino) è un comune italiano di 5 274 abitanti della provincia autonoma di Trento in Trentino-Alto Adige. Centro principale dell'altopiano di Piné, fa parte della comunità Alta Valsugana e Bersntol.
Assieme a Miola (fusosi nel 1928 con Baselga), Bedollo e Lona-Lases è uno dei quattro comuni nati dopo la dissoluzione della Magnifica Comunità Pinetana. Oggigiorno completa l'assetto amministrativo dell'altopiano assieme solamente al comune di Bedollo.

## Storia
Le prime notizie di insediamenti nella zona risalgono al 1160: da esse sappiamo che il territorio pinetano aveva lo status politico di pieve e che era posseduto dai canonici della Cattedrale di Trento. Nel 1253 nacque la Magnifica Comunità Pinetana (Comunitas de Pinedo), che comprendeva i limiti della Pieve, vale a dire Fornace, Lona, Lases e, in un primo momento, anche Albiano.
La Magnifica Comunità Pinetana, sciolta nel 1875 (quando vennero istituiti i comuni di Baselga, Miola e Bedollo), difese gelosamente nei secoli la sua libertà dalle oppressive istituzioni feudali. Nel XIV secolo, la zona fu poi abitata da coloni tedeschi, giunti per dissodare le pendici occidentali del monte Costalta; la colonia mantenne i propri usi, costumi, tradizioni e lingua per circa quattro secoli, per poi essere assorbita dalla popolazione originaria.
Sempre nel Medioevo la zona Pinetana rivestì un'importanza notevole per la presenza del castello del Belvedere. Esso era custodito dai signori di Belvedere, un ramo dei Da Fornace, vassalli del vescovo di Trento. I castellani di Belvedere spariscono dalle fonti storiche verso la metà del XIII secolo: sembra che una ribellione dei Pinetani verso la fine del Duecento o nei primi anni del Trecento abbia completamente distrutto il castello (del quale oggi non rimangono che alcune rovine in località Dos de la Mot) e destituito i Belvedere.
Lo spirito di indipendenza dei Pinetani trovò conferma anche nella loro adesione alla sollevazione dei contadini nel 1525.
Nel 1796 la valle fu teatro di scontri sanguinosi tra reparti napoleonici e milizie trentino-tirolesi, gli Schützen, vicenda storica ancora oggi rievocata nel corso di uno spettacolo di intrattenimento con costumi tradizionali, che si svolge nel periodo estivo.
Nel 1866 le avanguardie delle truppe italiane comandate dal generale Medici giunsero fino a Baselga.
La storia recente del pinetano è caratterizzata da un radicale miglioramento economico dopo la grande diaspora migratoria verso gli altri stati europei e verso le Americhe di fine Ottocento-inizio Novecento, tanto che oggi l'altopiano rappresenta a livello regionale una delle più importanti mete turistiche.

### Simboli
Stemma
Lo stemma è stato approvato con deliberazione della Giunta provinciale del 25 marzo 1983.
(Art. 1, c. 4 dello Statuto comunale)
Gonfalone
Il gonfalone è stato approvato con D.G.P. del 1º febbraio 1993 n. 572.
di argento.»
(Art. 1, c. 5 dello Statuto comunale)

## Monumenti e luoghi d'interesse

### Architetture religiose

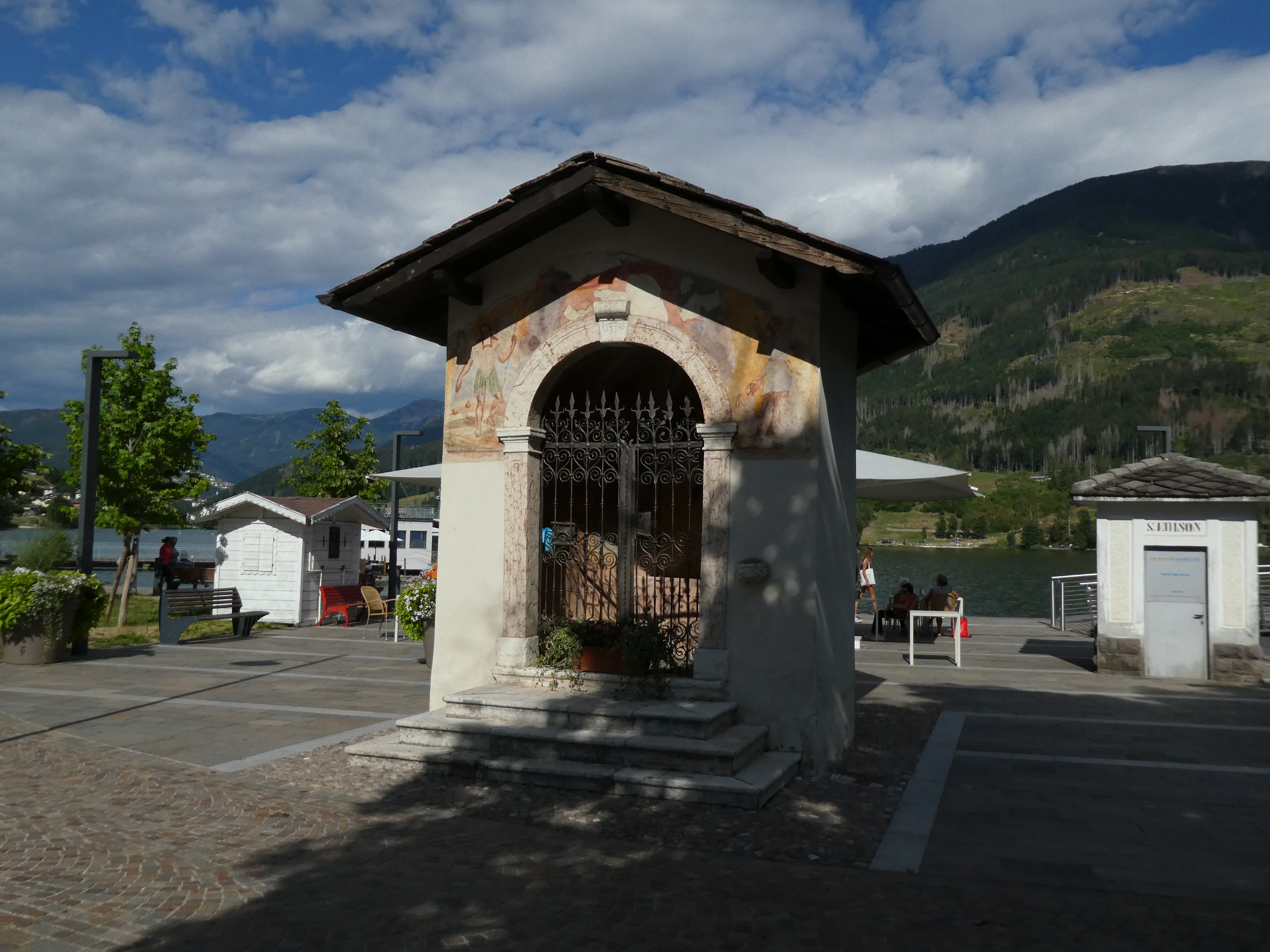
Il capitello del Crocifisso sul lago di Serraia

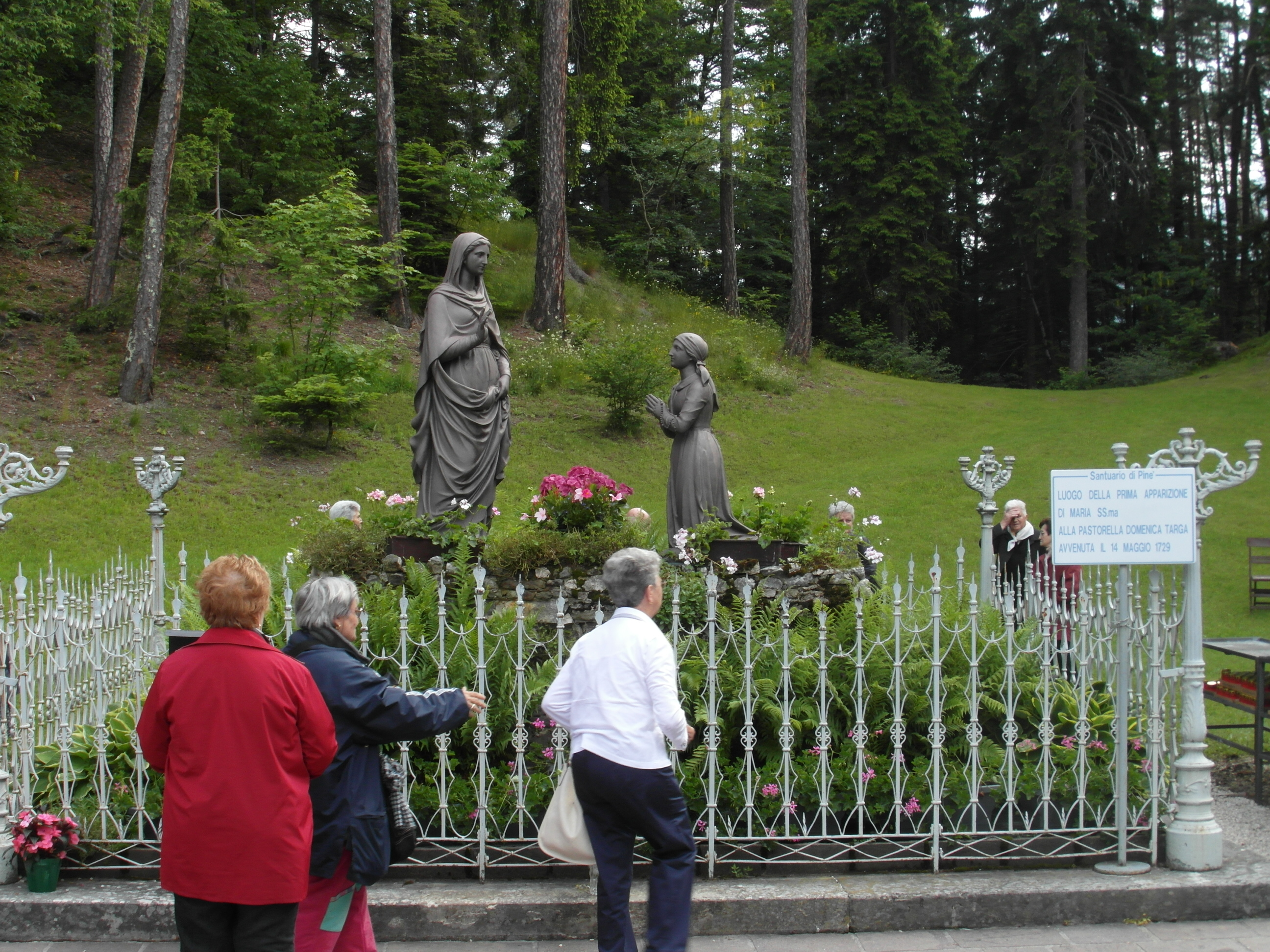
Il luogo della prima apparizione della Vergine

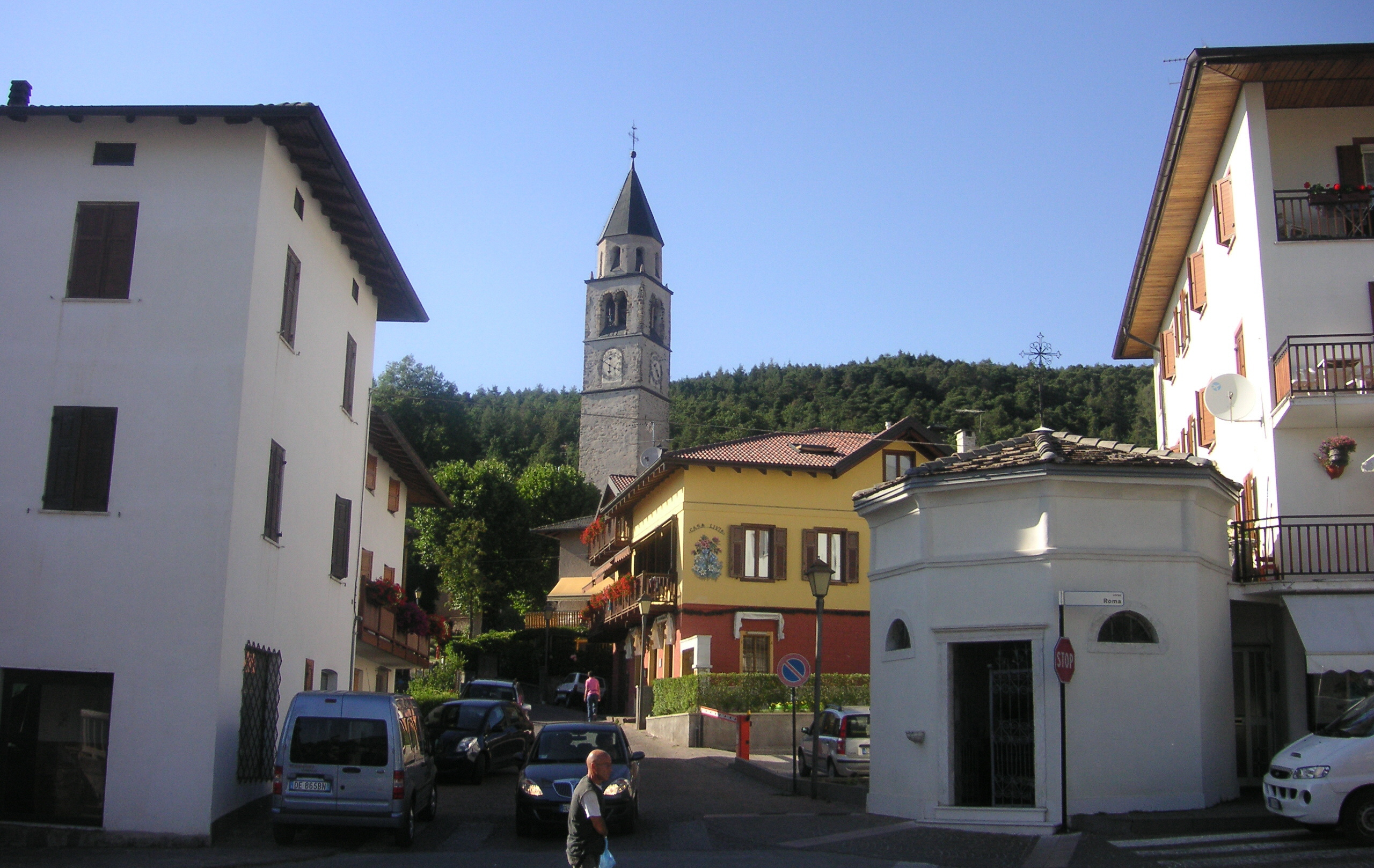
Il campanile dell'antica basilica di Baselga (la chiesa vecchia)

- Chiesa di Santa Maria Assunta, l'antica pieve.
- Chiesa di Santa Maria Assunta nuova, la parrocchiale recente di Baselga di Piné.
- Santuario della Comparsa con il monumento al Redentore, al cui interno si trova anche la riproduzione della Scala Santa di Roma. Esso è posto in cima al colle delle Comparsa (circa 925 m), una località nei pressi della frazione Montagnaga. Lungo la salita fino in cima al colle si celebra la "Via Crucis". La conca del Prà della Comparsa si trova 10 metri sotto il monumento al Redendore. Il santuario è stato terminato nel 2000.
- Chiesa degli Angeli Custodi, nella frazione di Ricaldo.
- Chiesa di Sant'Antonio di Padova, nella frazione di Rizzolaga.
- Chiesa della Santissima Trinità, nella frazione di Faida.
- Chiesa di San Rocco, nella frazione di Miola.
- Chiesa di Santa Giuliana, nella frazione di Sternigo.
- Capitello del Crocifisso: capitello votivo affrescato, costruito nel 1723 presso le rive del lago di Serraia; intorno al 2016 è stato spostato di qualche metro verso il lago con un argano per esigenze di viabilità, e quindi restaurato[9].

### Altri monumenti
Forse l'unico dei monumenti di stampo non religioso è il Monumento ai Caduti, completato dal gruppo degli Alpini di Baselga nel 1957. A opera dello scultore milanese Baruzzi, il monumento è luogo di ritrovo delle annuali cerimonie di commemorazione.

## Società

### Evoluzione demografica
Abitanti censiti

### Lingue e dialetti
A Baselga di Piné è ampiamente diffuso l'uso del dialetto trentino nella versione pinetana (anche detta pinaitra).
Stando al censimento del 2011, il 99,8% della popolazione è di lingua italiana e lo 0,2% di lingua mochena. Non sono presenti ladini né cimbri.

## Geografia antropica
La circoscrizione territoriale ha subito le seguenti modifiche: nel 1928 aggregazione di territori del soppresso comune di Miola.

### Frazioni
- Baselga: situata a 960 metri sul livello del mare, è il centro principale del comune: vi ha infatti sede il municipio. La popolazione di questa frazione ammonta a 954 persone (al 31/12/2016). Il nome Baselga sembra derivi dal latino basilica, secondo il significato più antico della parola, ovvero di luogo di ritrovo e di discussione di questioni pubbliche: questo testimonia chiaramente che Baselga ha costituito da sempre il nucleo centrale dell'Altopiano. All'interno del territorio di Baselga sorge il lago della Serraia. Fiore all'occhiello del paese è l'antica chiesa dedicata a Santa Maria Assunta.
- Miola è una frazione comunale di 1 180 abitanti (al 31/12/2016) ai piedi del monte Costalta. Il nome Miola deriva da Meola o Medola, che significa metà. Nel 1984 si sono iniziati i lavori per la costruzione dello Stadio Olimpico del Ghiaccio, un anello per il pattinaggio di velocità con uno sviluppo lineare complessivo di 400 metri, che ha di frequente ospitato gare di dimensioni europee e addirittura mondiali. Il 16 agosto si festeggia il santo patrono del paese San Rocco, con la tradizionale sagra presso lo stadio del ghiaccio e la processione lungo le vie del paese. A San Rocco è dedicata la chiesa parrocchiale del paese.  A Miola sorge anche un palazzetto del ghiaccio coperto, dove si gioca a hockey su ghiaccio, curling e broomball e dove si esibiscono le ballerine di pattinaggio artistico. Vi è inoltre il Centro giovani Piné, uno dei luoghi d'incontro dei ragazzi pinetani.
- Tressilla, è una frazione di 537 abitanti (al 31/12/2016), che ha come patrona Santa Lucia, festeggiata il 13 dicembre di ogni anno. Ad essa è dedicata anche la chiesetta del paese. Gli abitanti vengono anche detti Aseni, proprio perché Santa Lucia viene raffigurata in groppa ad un asinello. Nella frazione è vivo anche il culto di San Rocco, festeggiato il 16 agosto nella cappella a lui dedicata. Il nome di Tressilla potrebbe significare tra le acque del Silla (torrente che scorre nel paese) o le tre diramazioni del Silla.
- Rizzolaga-Campolongo: la popolazione di questa frazione ammonta a 598 abitanti (al 31/12/2016). Il nome di Rizzolaga (in dialetto "Ciorlaga") risale ai vocaboli in lingua romanza ciò e aga,  che significano prendere l'acqua. Questo nome è dovuto al fatto che le pendici del Monte Ceramont nella zona di Rizzolaga presentano molte sorgenti di acqua. A Rizzolaga sorge la chiesetta di Sant'Antonio da Padova. Campolongo si potrebbe dire far parte del nucleo abitativo di Rizzolaga (come conseguenza all'espansione urbanistica degli ultimi decenni), rispetto al quale è posto più in basso e da cui è diviso dalla strada provinciale. Campolongo ospita una spiaggia che si trova sulla sponda a Sud del Lago delle Piazze e che costituisce d'estate una notevole attrattiva turistica.
- Sternigo: secondo alcuni il nome del paese deriverebbe da strame, mentre secondo altri da sternai, che starebbe per luogo sassoso. La frazione vanta la singolare tradizione dei caradori, che in dialetto locale indica coloro che, nei tempi antichi, trasportavano merci sui carri, assicurando i collegamenti commerciali anche tra zone molto lontane tra loro. A Sternigo sorge la chiesetta di Santa Giuliana, patrona della frazione, che viene festeggiata il 15 di febbraio. A Sternigo al Lago si trova il Biotopo Paludi di Sternigo.
- Vigo-Ferrari: il nome di Vigo deriva da Vicus, che significa villaggio o podere. Punto di riferimento del paese è la chiesetta di San Giuseppe, costruita nel 1600. Della frazione di Vigo fa parte anche la località Ferrari che, situata in una zona pianeggiante, è attorniata da prati e campi coltivati, molti dei quali a fragole. A Ferrari si trova il Biotopo Laghestel di Piné.
- Ricaldo: il nome di Ricaldo significa Rio Caldo e si riferisce probabilmente a una polla d'acqua minerale che, fra le molte con acqua normale, sgorga dalle rocce del monte Roggia. Oggi il nome della frazione rimane solo un'indicazione geografica, dato che il paese è ormai praticamente indistinguibile da Baselga e Sternigo, viste le numerose abitazioni che, negli ultimi anni, hanno unito i tre abitati. Nucleo della vita religiosa del paese è la chiesetta dedicata agli Angeli Custodi.
- Faida comprende anche i nuclei abitati del Canè, di Rauta e di Prada. Il nome Faida sembra derivi dal latino fagum, ovvero faggio, pianta che è particolarmente abbondante nei boschi che circondano il paese. Nel paese sorge una chiesetta dedicata alla SS. Trinità.
- Montagnaga è luogo di pellegrinaggio grazie al "Santuario della Comparsa", la chiesa dedicata al culto della Madonna di Piné. Ogni 26 maggio (data di una delle apparizioni e giorno di festività per tutto l'altopiano) una processione di fedeli parte da Baselga e arriva a piedi al santuario, percorrendo circa 3 km. È presente un fenomeno di salita in discesa.
- San Mauro è la frazione più piccola dell'intero comune. La sua storia si fonde con quella della sua chiesa (la più antica del comune), dedicata a San Mauro. Il colle su cui la costruzione sorge deve aver rivestito grande importanza nei tempi antichi, come sembrano suggerire il ritrovamento di tombe e monete romane[15].

#### Località abitate per frazione
In corsivo i toponimi ufficiali che coincidono con la forma dialettale. In corsivo e tra parentesi le versioni dialettali dei toponimi ufficiali.
- Baselga: Basélga [paese e frazione composto da Baselga nuova (Basélga nóva) e Baselga vecchia (Basélga vècia) - centro storico, quest'ultima costituita da vari cormèi e costituisce inoltre un continuum con la località di Serraia della frazione di Ricaldo], Marìni (agglomerato storico nei pressi di Serraia (Seràia) ormai interamente inglobato in Baselga nuova (Baselga nóva)
- Miola: Miòla (Mióla o Miöla) [agglomerato composto dalle aree urbane di Pontàra, Bugno (Bùgn), centro storico (composto da vari cormèi), Làita, Massalón, Cadroból, Gardizzola nuova (Gardicióla nóva o Gardiciöla növa), Gardizzola (Gardicióla o Gardiciöla; antico nucleo inglobato nell'area urbana di Gardizzola nuova), Dosso di Miola (Dòs)], Poggio dei Pini (in parte), Fòvi, Fioré, Palustèla, Parciócca [stagionale], Cospiàna, Fovo Alto (Fòo Àlt) [stagionale], Meie (Mèje o Màs del Plàncher), Màlga, Stàbio, altri edifici e baite sparse
- Ricaldo: Ricaldo (Ricàlt), Serraia (Seràia), Lido, Prestalla (Prestàla), Bedolpiàn, altri edifici e baite sparse
- Sternigo: Sternigo (Starnìch o Sternìch), Sternigo al Lago (Cagnòti), Masi di Sternigo (i Màsi), altri edifici e baite sparse
- Rizzolaga-Campolongo (frazione sparsa): Rizzolaga (Ciorlàga, località principale), Campolongo (Campjònch), Al Sànt, Mùra de Sóra, Màs del Mèrlo [stagionale], altri edifici e baite sparse
- San Mauro: Sàn Màuro (Sammàoro nella variante dialettale di Fornace)
- Tressilla: Tressilla (Tresìla; composta da vari cormèi), Dòs, Mas Bergàgna, Sottovigo (Sóta Vìch)
- Vigo-Ferrari (frazione sparsa): Vigo (Vìch, località principale), Ferrari (Feràri), Bedolé, Cadrobbi (Cadróbi), Poggio dei Pini (in parte)
- Faida: Fàida (in passato, quando abitata in maggioranza da germanofoni, anche Faider Hof; composta da antichi nuclei di masi tra cui Mosèri e divenuta un continuum con la località di Ràuta), Cané, Pràda, Ràuta (in continuum con Faida), Pra di Sotto (Prà de sóto) [stagionale], altri edifici e baite sparse
- Montagnaga (frazione a maso sparso): Èrspan [località principale; viene ormai da decenni quasi unicamente indicata per antonomasia con "Montagnaga", con il conseguente abbandono del toponimo originario. Inoltre, vista l'espansione urbana che ha unito i nuclei di Fregolotti, Bernardi, Erspàn, Erla e Simonèi in un unico agglomerato, la denominazione "Montagnaga" si è estesa ad indicare lo stesso per intero e non più solo il maso principale "Èrspan". Si nota poi anche un discreto utilizzo di "Montagnaga" per riferirsi a qualsiasi via/maso/località della frazione (inclusi quindi anche le località distaccate dall'agglomerato principale), anche se questa tendenza vale anche per tutte le altre frazioni.], Grìll, Vàlt (in passato anche Vàld o Wàld), Pùel, Bernàrdi, Érla, Fregolotti (Fregolòti o Mosèri; composto da vari cormèi), Simonèi, Valle (Feràr o La Vàl), Purga (Màs de la Pùrga) [stagionale], La Compàrsa (in parte nel comune di Pergine Valsugana)

### Confini amministrativi e catastali
Il territorio comunale di Baselga di Piné è composto da due parti distinte e separate: la parte principale in cui risiedono tutte le frazioni e la popolazione comunale e l'exclave comunale denominata "Isola amministrativa di Fregasoga-Spruggio". La seconda è costituita interamente da territorio montano gravato di uso civico (in parte dell'ex Comune di Baselga (Spruggio), ovvero di attuale comproprietà delle frazioni dell'ex Comune di Baselga - Baselga, Tressilla, Sternigo, Ricaldo e Rizzolaga - e nella restante parte (Fregasoga) dell'ex Comune di Miola, ovvero di attuale comproprietà delle frazioni dell'ex Comune di Miola  - Miola, Vigo e Montagnaga - ; Faida è esclusa perché le è stata assegnata un'ampia proprietà, in origine del Comune di Miola, presso il passo del Redebus, all'interno del territorio del Comune di Bedollo).
A livello comunale, Baselga di Piné confina con i comuni di Bedollo, Fornace, Lona-Lases, Palù del Fersina, Pergine Valsugana, Sant'Orsola Terme, Segonzano, Telve, Valfloriana.
A livello catastale il comune è composto da 4 comuni catastali (2 se si considerano le exclavi come parti integranti dei comuni catastali): Miola I, Miola II, Baselga di Piné I e Baselga di Piné II (Miola e Baselga di Piné se non si considerano le seconde parti).
A livello di comuni catastali i confini sono i seguenti (ai comuni catastali che coincidono con gli attuali comuni, non viene indicato il comune amministrativo di appartenenza):
- C.C. Miola I: Baselga di Piné I (C.C. del comune di Baselga di Piné); Bedollo (spigolo); Fornace; Nogaré, Madrano, Vigalzano, Serso e Viarago (C.C. del comune di Pergine Valsugana); Mala e Sant'Orsola (C.C. del comune di Sant'Orsola Terme).
- C.C. Miola II: Baselga di Piné II (C.C. del comune di Baselga di Piné); Bedollo; Lona-Lases II; Valfloriana; Telve di Sotto (Comune Amministrativo di Telve); Palù (C.A. Palù del Fersina-Palai en Bersntol).
- C.C. Baselga di Piné I: Miola I (C.C. del comune di Baselga di Piné); Sant'Orsola (spigolo); Bedollo; Segonzano; Lona e Lases (C.C. del comune di Lona-Lases); Fornace.
- C.C. Baselga di Piné II: Miola II (C.C. del comune di Baselga di Piné); Bedollo; Palù (C.A. Palù del Fersina).

Inoltre sono presenti alcuni terreni gravati di uso civico di alcune frazioni comunali (sia di quelle provenienti dall'ex comune di Miola che da quelle provenienti dall'ex Comune di Baselga) anche all'interno del territorio sia amministrativo che catastale del comune di Bedollo, sul versante nord-orientale del Dosso di Costalta che volge verso la val Regnana.
Il comune di Baselga di Piné non ha proprietà collettive gravate d'uso civico comunale, in quanto tutti gli usi civici sul territorio comunale sono di proprietà delle varie frazioni (e gestiti dalle relative A.S.U.C.).

## Economia
Di origini antiche è la tradizione silvo-pastorale della zona. Ad essa si affiancano l'estrazione del porfido in località San Mauro e l'industria del legname. Una risorsa di notevole importanza è quella del turismo, sia estivo che invernale: il pittoresco lago della Serraia, la possibilità di effettuare passeggiate nei boschi ed escursioni più impegnative in montagna, lo stadio del ghiaccio, sono solo alcune delle attrattive offerte dall'altipiano. Di notevole importanza è la coltivazione dei piccoli frutti, come fragole, lamponi, more, ribes, che possono essere gustati sia al naturale sia in confetture e marmellate. La zona gode anche di un notevole patrimonio micologico.

## Amministrazione
| Periodo | Periodo   | Primo cittadino     | Partito                                   | Carica  | Note |
| ------- | --------- | ------------------- | ----------------------------------------- | ------- | ---- |
| 2010    | 2015      | Ugo Grisenti        | PATT - Insieme per Piné                   | Sindaco |      |
| 2015    | 2020      | Ugo Grisenti        | PATT - Insieme per Piné                   | Sindaco |      |
| 2020    | in carica | Alessandro Santuari | Piné futura - Lega - Autonomisti Popolari | Sindaco |      |

## Sport
Baselga di Piné è un'importante stazione sportiva per gli sport invernali su ghiaccio.

### Sport invernali

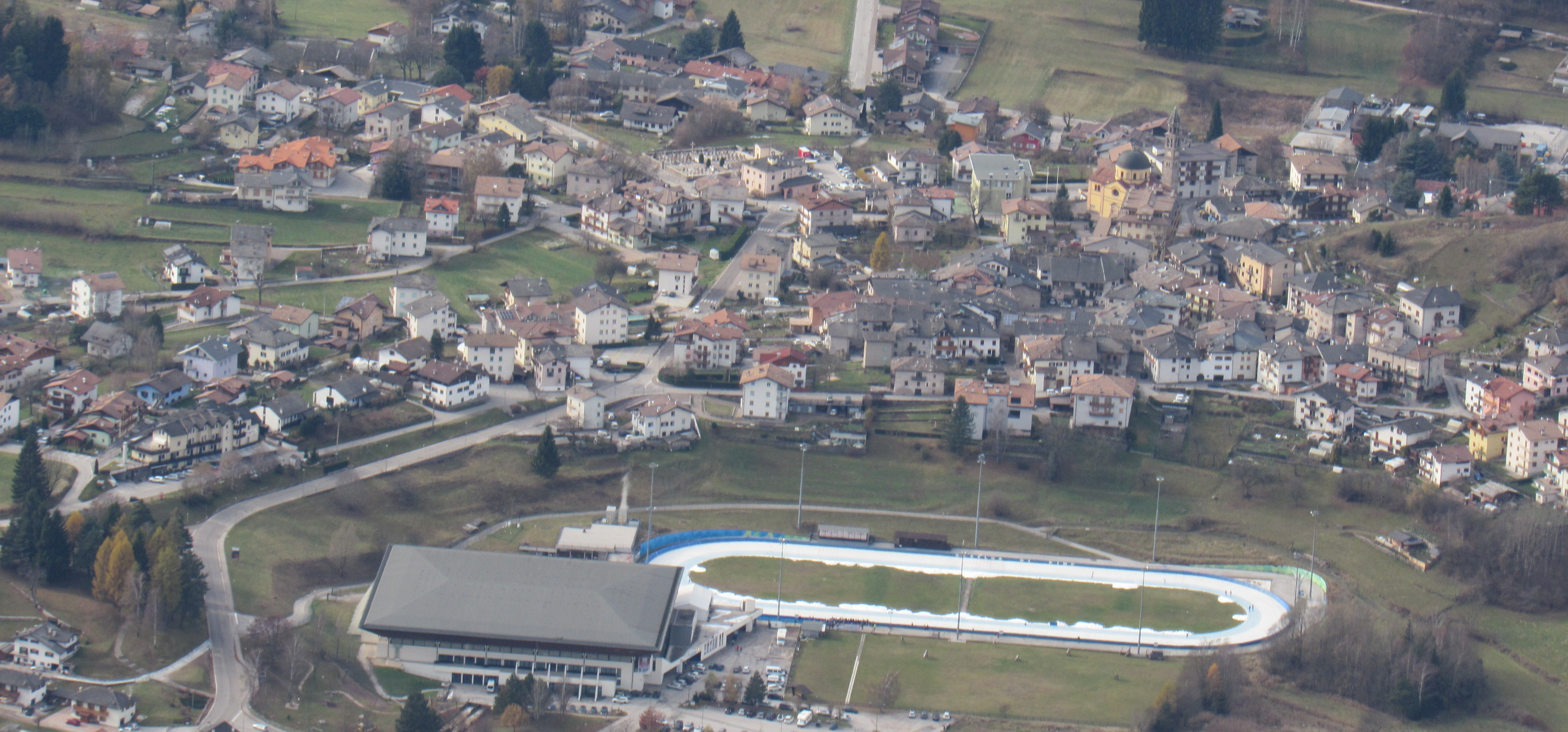
Stadio del ghiaccio di Piné.

Lo stadio del ghiaccio di Piné è la struttura sportiva più importante di Baselga di Piné. Risulta composto da un palazzetto coperto munito di pista di ghiaccio attiva tutto l'anno e una pista di pattinaggio di velocità su ghiaccio considerata fra le migliori al mondo. La pista vanta il sesto posto fra le cento più veloci a livello globale ed è sede federale per i raduni della nazionale di pattinaggio di velocità su pista lunga. Nello stadio del ghiaccio può essere praticato l'hockey su ghiaccio, il broomball, il curling e il pattinaggio artistico, mentre nei pressi della struttura si possono praticare il tiro con l'arco, il pattinaggio a rotelle e il calcio a 5. Nel febbraio 2008 si sono disputati gli europei di pattinaggio velocità su ghiaccio presso lo stesso stadio del ghiaccio di Miola, mentre a dicembre 2013 i giochi della XXVI Universiade invernale, ospitando le gare di pattinaggio velocità e di curling.
Nei mesi più freddi il lago di Serraia si ghiaccia: è dunque possibile, in alcuni periodi, pattinare sulla sua superficie.

### Ciclismo
Per due volte Baselga di Piné è stata sede di arrivo di tappa del Giro d'Italia, la prima nel 1975, l'ultima nel 1990.
Nell'edizione del Giro d'Italia 1997 fu la sede di partenza della cronometro individuale (dallo stadio del ghiaccio di Miola), con arrivo a Cavalese.
Tappe del Giro d'Italia con arrivo a Baselga di Piné
| Anno | Tappa | Partenza | km  | Vincitore di tappa | Maglia rosa      |
| ---- | ----- | -------- | --- | ------------------ | ---------------- |
| 1975 | 18ª   | Brescia  | 223 | Roger De Vlaeminck | Fausto Bertoglio |
| 1990 | 12ª   | Brescia  | 193 | Éric Boyer         | Gianni Bugno     |

### Altri sport
Il territorio è adatto per l'escursionismo e l'utilizzo della mountain bike, col giro dei Laghi di Serraia e Piazze o con la possibilità di raggiungere i 1955 metri del Dosso di Costalta. Vi sono inoltre diversi itinerari per il trekking in montagna estivo e invernale, con le ciaspole in caso di neve.
Ogni anno a luglio viene ospitata la manifestazione motoristica a Miola: "Rally di San Martino".
Baselga di Piné ha ospitato il ritiro estivo prima del Parma Calcio 1913 sino al 2009, poi del Piacenza Calcio 1919, del Carpi Football Club 1909 e, dal 2017, dell'Associazione Calcistica Perugia Calcio.